# Catéchisme de l'Église catholique
Pour les articles homonymes, voir Catéchisme (homonymie) et CEC.
Le Catéchisme de l'Église catholique (abrégé CEC) est un ouvrage qui entend résumer la foi, l'enseignement et la morale de l'Église catholique. Il a été promulgué le 11 octobre 1992 et publié solennellement le 7 décembre 1992.
Ce catéchisme se veut un ouvrage de référence pour tout fidèle catholique quant aux dogmes, sacrements, vie morale et vie spirituelle, et a pour but de faciliter la rédaction de catéchismes locaux. Un compendium (version abrégée) en a été publié en 2005. À l'occasion des journées mondiales de la jeunesse de 2011, une version spéciale du Catéchisme à destination des jeunes fut publiée : le YouCat.
La rédaction du CEC a été suggérée par l'assemblée générale extraordinaire du Synode des évêques de 1985, vingt ans après la fin du concile Vatican II, et le processus de rédaction fut lancé par Jean-Paul II le 7 décembre 1985.

## Origines et objectifs du texte

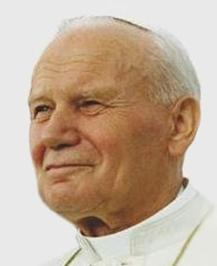
Le pape Jean-Paul II.

Contrairement à ce qui s'était passé après le concile de Trente (1542–1563), aucun catéchisme n'a été rédigé à la suite du concile Vatican II (1962–1965). Le 25 janvier 1985, le pape Jean-Paul II convoque un synode des évêques pour réfléchir aux suites à donner aux décisions du concile,. Dans leur rapport final du 7 décembre 1985, les Pères du synode demandent :
« que soit rédigé un catéchisme ou compendium de toute la doctrine catholique tant sur la foi que sur la morale, qui serait comme un texte de référence pour les catéchismes ou compendiums qui sont composés dans les divers pays. La présentation de la doctrine doit être biblique et liturgique, exposant une doctrine sûre et en même temps adaptée à la vie actuelle des chrétiens. »
En conséquence, Jean-Paul II forme en 1986 une commission de douze cardinaux et évêques, présidée par le cardinal Ratzinger (futur pape Benoît XVI), alors préfet de la Congrégation pour la doctrine de la foi, et assistée par un comité de rédaction de sept évêques résidents. Le secrétaire de rédaction de cette commission est Christoph Schönborn. Un grand nombre de spécialistes sont consultés. Neuf versions successives sont produites jusqu'au résultat final.
Dans la constitution apostolique Fidei depositum le 11 octobre 1992, texte sur le dépôt de la foi accompagnant la parution du Catéchisme, Jean-Paul II déclare :
« Un catéchisme doit présenter fidèlement et organiquement l'enseignement de l'Écriture sainte, de la Tradition vivante dans l'Église et du Magistère authentique, de même que l'héritage spirituel des Pères, des saints et des saintes de l'Église, pour permettre de mieux connaître le mystère chrétien et de raviver la foi du peuple de Dieu. Il doit tenir compte des explications de la doctrine que le Saint-Esprit a suggérées à l'Église au cours des temps. Il faut aussi qu'il aide à éclairer de la lumière de la foi les situations nouvelles et les problèmes qui ne s'étaient pas encore posés par le passé ».

## Promulgation
Pour l'ensemble des enseignements professés par Jésus-Christ et transmis par ses apôtres selon l'Église catholique, voir Dépôt de la foi.
Après plusieurs phases de relectures et de correction, le « texte définitif » est approuvé par la commission (chargée de sa réalisation) le 14 février 1992. Jean-Paul II examine le texte en mars, et le 30 avril, il reçoit la version définitive qu'il approuve le 25 juin. La constitution apostolique Fidei depositum, promulguée le 11 octobre 1992, ordonne la publication du Catéchisme de l'Église catholique.

## Publications
Si la promulgation et la présentation solennelle du nouveau catéchisme sont initialement fixées aux 7, 8 et 9 décembre, une présentation de la version française a lieu à Paris, Tournai et Lausanne dès le 16 novembre 1992. C'est pourquoi, le 15 novembre, Jean-Paul II annonce la sortie prochaine de l'ouvrage lors de l'Angélus dominical sur la place Saint-Pierre. Le 7 décembre, le pape remet officiellement les versions française, espagnole et italienne à cinq évêques des cinq continents ainsi qu'à trois couples, à des jeunes et à des enfants de tous les continents. Le 8 décembre, il dépose le catéchisme entre les mains de Marie, « auxiliatrice et annonciatrice de la Parole », et le 9, le cardinal Ratzinger présente à la presse ce catéchisme en soulignant la « portée historique » de cet événement pour l'Église et pour le monde.
Les versions traduites en espagnol et italien sont terminées en novembre 1992. Les publications en allemand, portugais et brésilien ne sont effectives qu'en 1993, et la version en anglais du CEC n'est publiée qu'en 1994. D'autres traductions sont ensuite réalisées dans différentes langues. Après différents retours « de la part de différentes parties du monde ecclésial ou non », quelques légères corrections sont effectuées sur le document et une version de référence (editio typica), est publiée en latin le 15 août 1997 par la lettre apostolique Laetamur Magnopere,. La version française définitive est publiée en 1998 aux éditions Centurion-Cerf-Fleurus-Mame.

## Contenu de l'ouvrage
Le document compte 2 865 paragraphes. Il reprend le plan traditionnel déjà adopté par celui de Trente et s'articule donc en quatre parties (La profession de foi, La célébration du mystère chrétien, La vie dans le Christ, La prière chrétienne). Sa formulation se veut claire et didactique afin d'être comprise par le plus grand nombre. À ces quatre parties se rajoute une introduction en préambule et en fin de document, des pages d'index analytique ainsi qu'un guide de lecture.
Chaque partie est décomposée en 2 sections, la première section étant plus courte que la seconde. Chaque section est décomposée en chapitres (de 2 à 4 chapitres par section). Les chapitres sont à leurs tours découpés en articles. Le texte des articles est composé en paragraphes de quelques lignes, tous les paragraphes sont numérotés de façon incrémentale. Dans certains articles (très longs), les paragraphes sont regroupés par thématique, la thématique mise en gras servant de titre intermédiaire. Enfin, les chapitres sont généralement terminés par un article « En Bref » proposant un résumé synthétique de tout le chapitre, en quelques paragraphes.
L'intégralité de l'ouvrage est disponible en ligne sur le site web du Vatican.

### Logo
Le dessin choisi comme logo ou emblème s'inspire d'un dessin retrouvé sur une pierre tombale des catacombes de Domitilla (fin du IIIe siècle). Cette image d'origine païenne a été utilisée par les chrétiens pour symboliser le repos de l'âme défunte. Elle présente des allusions à la foi chrétienne comme :
- le Christ Bon Pasteur qui guide et protège ses brebis,
- le bâton du berger symbolisant l'autorité (du Christ),
- la flûte de Pan évoquant la « symphonie mélodieuse de la vérité »,
- le Christ qui fait reposer (le défunt) à l'ombre de l'« arbre de vie ».

### Introduction à l'ouvrage
Constitution apostolique Fidei depositum
La constitution apostolique Fidei depositum, de Jean-Paul II (datée du 11 octobre 1992) débute l'ouvrage. Cette lettre destinée aux évêques, prêtres et diacres présente l'esprit et l'itinéraire de préparation du texte, la composition en quatre parties de l'ouvrage et sa valeur doctrinale.
Prologue
Le prologue consiste en une présentation de l'ouvrage (plus complète que la lettre de Jean-Paul II), ainsi que sa structure. Ce prologue est découpé en sous-chapitres :
1. La vie de l’homme – connaître et aimer Dieu
2. Transmettre la foi – la catéchèse
3. Le but et les destinataires de ce Catéchisme
4. La structure de ce Catéchisme
5. Indications pratiques pour l’usage de ce Catéchisme
6. Les adaptations nécessaires

### Première partie: la profession de foi

#### Première section: «Je crois» – «Nous croyons»
Le catéchisme aborde la relation de l'homme avec Dieu : la « soif qu'il a de Dieu », la façon dont « l'homme peut rejoindre Dieu », et dont « Dieu se révèle à l'homme ». Il aborde ainsi la révélation de Dieu dans l'histoire, cette transmission par la tradition apostolique, les écritures (et le canon des écritures), leur interprétation à l'aide de l'Esprit-Saint. Enfin, cette section se conclut par un chapitre tourné autour de la foi, de sa définition, de ses caractéristiques, et de son langage.
La section se termine par une présentation des deux crédos (le Symbole des apôtres et le symbole de Nicée), la présentation et l'explication du crédo étant faite dans la 2e section.
- Chapitre 1er : L'homme est capable de Dieu
- Chapitre 2e : Dieu à la rencontre de l'homme
- Chapitre 3e : La réponse de l'homme à Dieu

#### Deuxième section: la profession de foi chrétienne
Les versets du Credo du symbole de Nicée (et les éléments de la foi catholique) sont analysés dans différents chapitres. Chaque point de foi est précisé, en s'appuyant sur les textes bibliques ainsi que sur des citations des Pères de l'Église. Cette section est celle qui comporte le plus de références et de renvois vers des références externes. Chaque page (de l'ouvrage) a de 10 à 30 références bibliques (ou de pères de l’Église).
Chapitre 1erJe crois en Dieu le Père
Ce chapitre dissèque le premier verset : « Je crois en Dieu le Père tout-puissant, créateur du ciel et de la terre ». Le chapitre est découpé en 7 paragraphes intitulés : « Je crois en Dieu, le père, le tout-puissant, le créateur, le ciel et la terre, l'homme, la chute ». Chaque paragraphe est terminé par un petit résumé nommé « En Bref » qui rappelle les points essentiels vus dans ce paragraphe.
Chapitre 2eJe crois en Jésus-Christ, le Fils unique de Dieu
Ce chapitre reprend en 6 articles et de nombreux sous-paragraphes, l'étude des versets du crédo depuis le « je crois en Jésus-Christ le fils unique de Dieu », jusqu'au verset « d'où il viendra juger les vivants et les morts ».
Chapitre 3eJe crois en l'Esprit-Saint
Ce chapitre, étudie en 5 articles tous les versets (du crédo) depuis « Je crois en l'Esprit-Saint », jusqu'à la fin du Crédo.

### Deuxième partie: la célébration du mystère chrétien
Cette seconde partie du catéchisme aborde la liturgie catholique et les sept sacrements offerts aux chrétiens.

#### Première section: l'économie sacramentelle

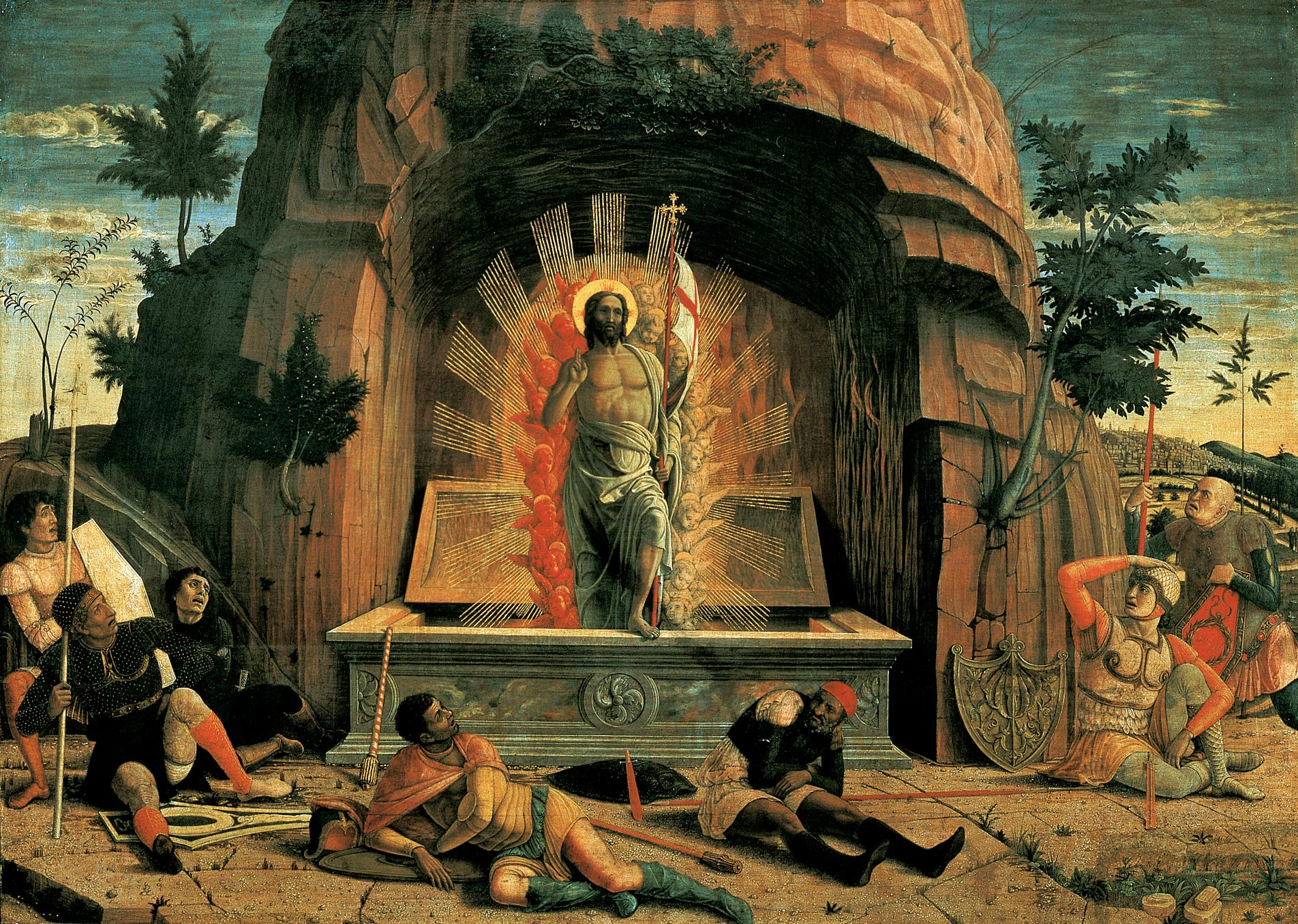
La Résurrection, par Andrea Mantegna (1457-1459).

Cette section présente le mystère pascal, c'est-à-dire l'importance de la fête de Pâques célébrée chaque année par les chrétiens. Il situe également cette fête et la Pâque du Christ dans l'économie du salut pour chaque homme, et dans l'histoire de l'humanité. Il précise comment cette fête influe (et fait partie) des autres sacrements. Enfin, pour entrer dans le détail de la célébration pascale, le second chapitre précise comment se passe cette célébration pascale, qui la célèbre, quand (une fois par an, mais aussi chaque semaine lors de chaque messe), où se passe cette célébration…
- chapitre 1er : le mystère pascal dans le temps de l’Église
- chapitre 2e : la célébration sacramentelle du mystère pascal

#### Deuxième section: les sept sacrements de l’Église
Cette section reprend les sept sacrements de l’Église catholique qu'il regroupe en 4 chapitres. Pour chaque sacrement, il précise qui peut le donner et le recevoir, son rôle dans l'économie du salut, sa célébration, les effets de ce sacrement, et différents points spécifiques à chaque sacrement.

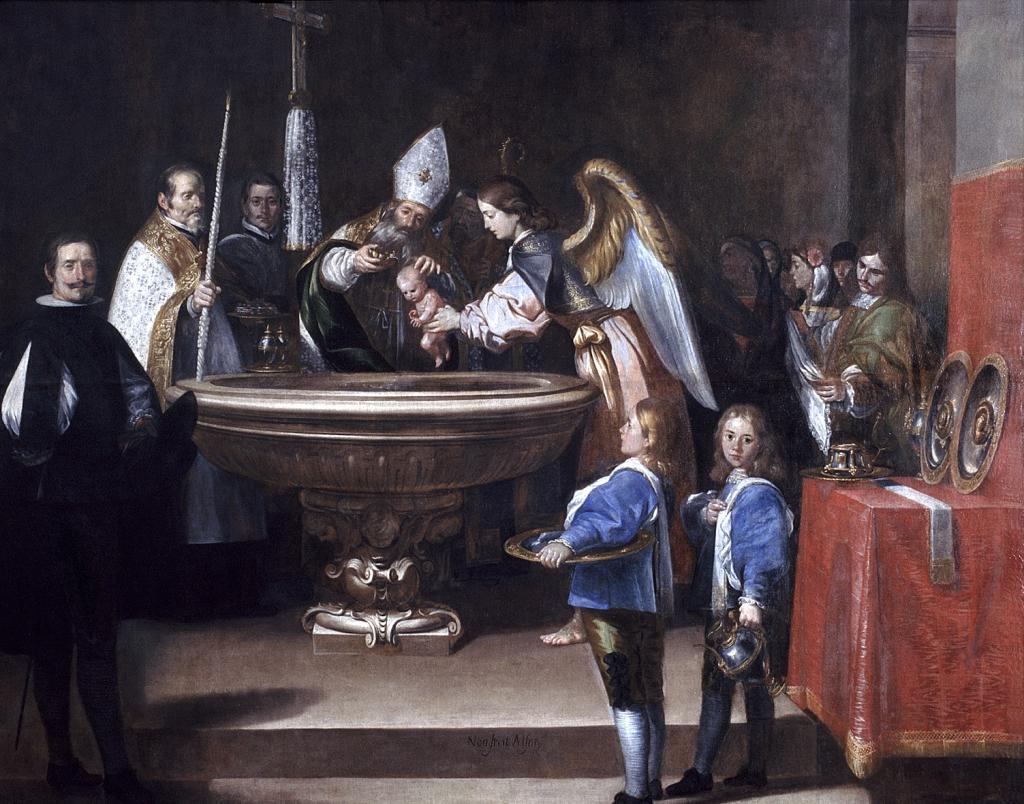
Le Baptême de François d'Assise, par Antonio del Castillo y Saavedra.

- chapitre 1er : les sacrements de l'initiation chrétienne

Sont présentés les sacrements du baptême, de la confirmation et de la communion.
- chapitre 2e : les sacrements de guérison

Sont présentés les sacrement de pénitence et de réconciliation, ainsi que le sacrement de l'onction des malades.
- chapitre 3e : les sacrements du service de la communion

Sont présentés les sacrements de l'ordre ainsi que le mariage.
- chapitre 4e : les autres célébrations liturgiques

Enfin, ce dernier chapitre présente les sacramentaux ainsi que les funérailles chrétiennes.

### Troisième partie: la vie dans le Christ

#### Première section: la vocation de l'homme: la vie dans l'Esprit
Cette section aborde les questions de la dignité de la personne humaine et ses relations avec la société humaine. Sont également abordées la notion de loi naturelle et évangélique ainsi que la grâce divine. La section est découpée en 3 chapitres :
- chapitre 1er : la dignité de la personne humaine

Dans ce chapitre, l'ouvrage présente en 8 articles, les raisons de la dignité de l'homme : l'homme est à l'image de Dieu, il a pour vocation la béatitude, la liberté de l'homme, la moralité des actes humains et des passions, la conscience morale de l'homme, ses vertus, et le péché (définition, diversité, gravité et miséricorde).
- chapitre 2e : la communauté humaine

Sont abordées les questions relatives à la personne et la société, la participation à la vie sociale ainsi que la justice sociale.
- chapitre 3e : le salut de Dieu : la loi et la grâce

Ce chapitre aborde en premier la notion de loi morale (avec la loi morale naturelle, la loi ancienne et la loi évangélique), puis la grâce et la justification (c'est-à-dire « devenir juste », devenir saint) et enfin un dernier article : l’Église, mère et éducatrice.

#### Deuxième section: les Dix Commandements

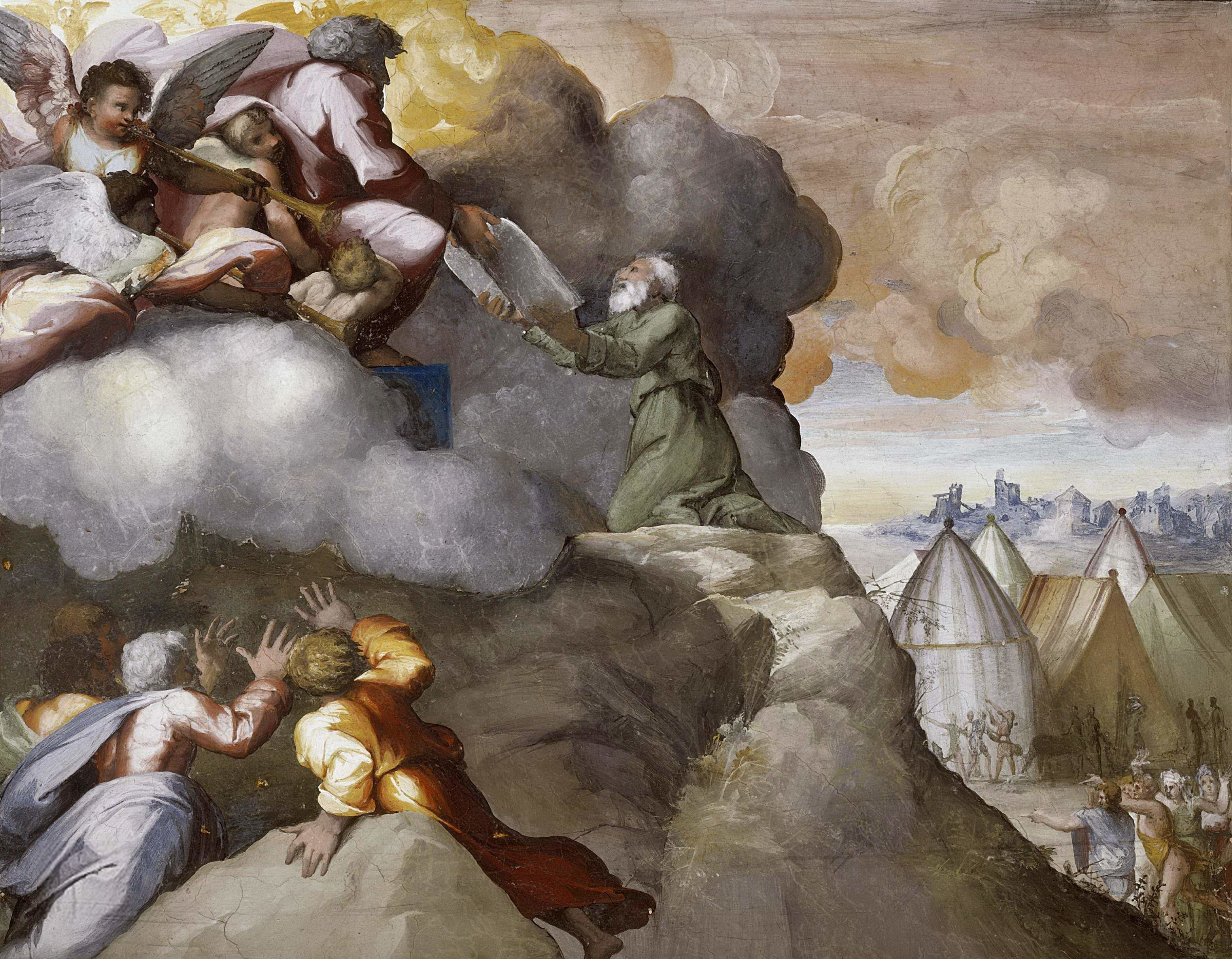
Moïse reçoit les Dix Commandements, par Raphaël, musées du Vatican.

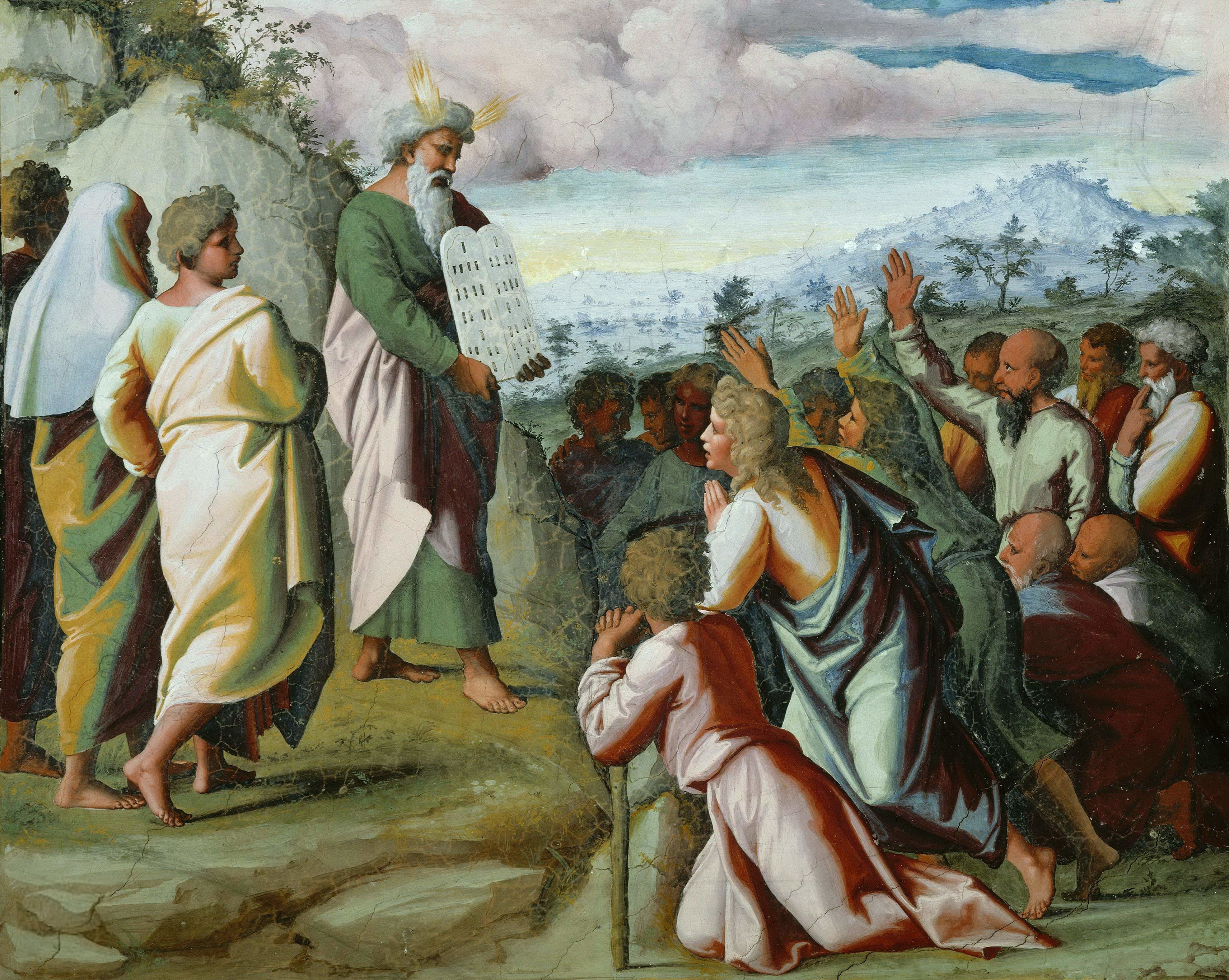
Moïse remet les Dix Commandements au peuple d'Israël, par Raphaël, musées du Vatican.

Cette section aborde les Dix Commandements (Ex 20,2-17) qui ont été présentés en toute fin de la section précédente.
- chapitre 1er : Tu aimeras le Seigneur ton Dieu de tout ton cœur, de toute ton âme et de tout ton esprit.

Ce chapitre aborde les 3 premiers commandements « Tu adoreras le Seigneur, ton Dieu, et tu le serviras », « Le nom du Seigneur est saint », « souviens-toi du jour du Sabbat pour le sanctifier ». À partir de ces versets du Livre de l'Exode, le catéchisme étend sa réflexion sur les enseignements donnés par Jésus dans le Nouveau Testament.
- chapitre 2e : Tu aimeras ton prochain comme toi-même.

Ce chapitre aborde les commandements 4 à 10. Chaque commandement est l'occasion d'élargir l'enseignement au contenu de la doctrine sociale de l'Église et de porter la réflexion sur les thèmes proches.
- « Honore ton père et ta mère » amène à réfléchir sur la famille, sa place dans la société, les rôles de chacun dans la famille, et sur la société elle-même (dont migrations)[réf. nécessaire].
- « Tu ne commettras pas de meurtre » ouvre sur toutes les questions liées à la vie (meurtre, peine de mort, avortement, euthanasie, suicide), mais également le problème de la légitime défense, du respect de la personne humaine, de la paix.
- « Tu ne commettras pas d'adultère » aborde la question du mariage, de l'amour des époux et du divorce.
- « Tu ne commettras pas de vol » ouvre sur la destination universelle des biens, le respect des personnes et des biens, la propriété privée, la justice sociale (et économique), la solidarité entre riches et pauvres (au niveau des nations et des personnes) et enfin l'amour du pauvre.
- « Tu ne témoigneras pas faussement contre ton prochain », aborde la question de la vérité, du respect de la vérité, de l'usage des moyens de communication sociaux et de l'art sacré.
- « Tu ne convoiteras pas la maison de ton prochain » aborde la purification du cœur.
- « Tu ne convoiteras… rien de ce qui est à ton prochain » aborde les problèmes liés à la convoitise, la pauvreté de cœur et la soif de Dieu.

### Quatrième partie: la prière chrétienne
Cette dernière partie, plus courte que les autres, présente la nécessité de la prière, les différents types de prières et la place de la prière quotidienne. La prière du Notre Père est elle-même présentée et étudiée dans les derniers chapitres.

#### Première section: la prière dans la vie chrétienne
- chapitre 1er : la révélation de la prière - l'appel universel à la prière

Ce chapitre commence par présenter la prière dans l'Ancien Testament à travers des grandes figures comme Moïse, David, Élie ou le livre des Psaumes. Il s'ouvre ensuite pour présenter différents types de prière comme la prière de demande, d’intercession, d’action de grâces ou de louange, mais aussi la bénédiction et l’adoration.
- chapitre 2e : la tradition de la prière

Ce chapitre présente la longue tradition de prière dans l'Église que ce soit à Dieu Père, à Jésus ou à l'Esprit-Saint. Il aborde également la prière en communion avec la Vierge Marie.
- chapitre 3e : la vie de prière

Ce chapitre évoque différents modes d'expression de la prière, comme la prière vocale, la méditation, l'oraison, mais aussi les difficultés que le fidèle rencontre pour prier et les pistes qui s'offrent à lui (vigilance, confiance filiale, persévérance).

#### Deuxième section: la prière du Seigneur «Notre Père…»

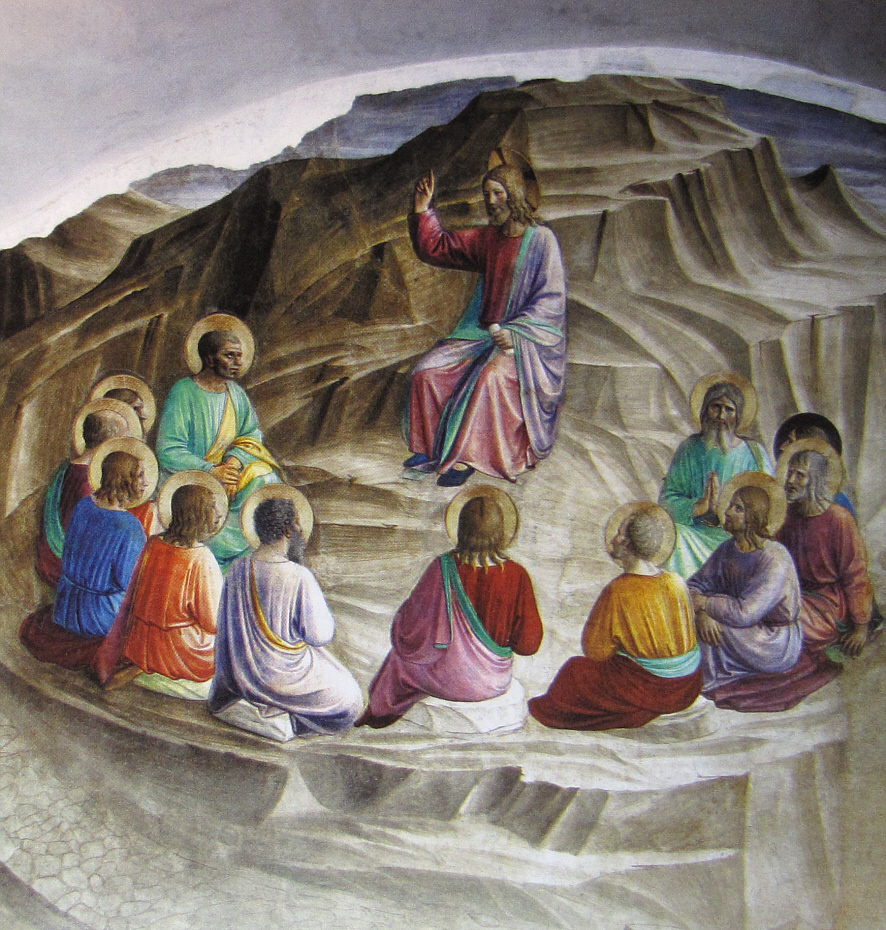
Le Sermon sur la montagne, par Fra Angelico.

Cette section étudie et présente la prière du Notre Père enseignée par Jésus à ses apôtres dans la bible (Mt 6,9-13).
- article 1er : résumé de tout l'évangile

Ce premier article présente rapidement comment la prière du Notre Père est au centre de toutes les écritures, et des sacrements chrétiens.
- article 2e : Notre Père qui êtes aux cieux…

Cet article étudie le premier verset du Notre Père (Notre Père qui êtes aux cieux).
- article 3e : les sept demandes

Ce dernier article étudie les sept demandes de la prière (que ton nom soit sanctifié, ...) et les implications pour le chrétien.

### Guide de lecture et index
Une part importante de l'ouvrage est composée de tables d'index de table analytique permettant de retrouver des citations et ou des thèmes abordés dans l'ouvrage (230 pages sur 840).
Index des citations
Ce chapitre recense toutes les citations et références du catéchisme (citations de la bible, des conciles œcuméniques et des synodes, documents pontificaux ou ecclésiaux, le droit canon, ainsi que les pères de l’Église ou les saints). Il permet de voir auteur par auteur, quels ouvrages ont été cités et dans quel chapitre du catéchisme.
Table analytique
Cette volumineuse table analytique (plus d'une centaine de pages) répertorie par thème les sujets abordés dans le catéchisme et renvoie aux différents numéros de paragraphes abordant le point recherché.
Guide de lecture
Un guide de lecture est disponible en fin d'ouvrage. Il rassemble 23 questions générales autour de la foi. Ces questions sont regroupées en 4 chapitres.
- L'homme dans l'univers[CEC 17]
- Le mystère de la foi[CEC 18]
- Être chrétien [CEC 19]
- Vivre en Église [CEC 20]

Table des matières
La table des matières clôture l'ouvrage.

## Autres versions du CEC

### LeCompendium du Catéchisme de l'Église catholique
Le pape Benoît XVI présente pour la première fois, le 28 juin 2005, une version abrégée et plus concise de cet ouvrage : le Compendium du Catéchisme de l'Église catholique dont il a lui-même supervisé l'élaboration. La structure rédactionnelle est identique mais elle se présente sous la forme de questions et de réponses, plus propice à en faire un manuel pratique pour le fidèle chrétien.

### LeYouCat
À l'occasion des journées mondiales de la jeunesse 2011, une troisième version du catéchisme est spécialement élaborée pour les jeunes de 14 à 20 ans. Il suit la même structure, avec un langage plus simple et des illustrations adaptées. De nouveau rédigé sous la direction du cardinal Schönborn, l’ouvrage est intitulé YouCat, acronyme de Youth Catechism, catéchisme des jeunes.
Initialement rédigé en allemand, il est traduit ou en cours de traduction dans vingt langues et paru dans plus de dix pays. Il a été offert personnellement par le pape Benoît XVI aux pèlerins venus aux JMJ de Madrid. Le pape en a également rédigé la préface. Il y indique sa confiance dans les capacités des jeunes contemporains à s'intéresser au catéchisme et les invite de façon pressante à l'étudier avec ardeur : « Oui, vous devez être bien plus profondément enracinés dans la foi que celle de vos parents, pour pouvoir résister avec force et décision aux défis et aux tentations de ce temps »,.

## Particularités

### Peine de mort
Certains groupes, comme l'ACAT, ont regretté que le catéchisme ne prononce pas une condamnation radicale de la peine de mort. En effet, le texte définitif indique qu'une telle possibilité n'est pas exclue par l'enseignement de l'Église même si « les cas d’absolue nécessité de supprimer les coupables sont désormais assez rares, sinon même pratiquement inexistants ». Parallèlement, de nombreux évêques se sont prononcés contre la peine de mort et le Saint-Siège soutient des initiatives abolitionnistes.
Un des rédacteurs du catéchisme, l'archevêque de Tours Mgr Jean Honoré, réfute que celui-ci puisse être opposé aux arguments abolitionnistes : « Le Catéchisme dans son chapitre sur la légitime défense (art. 2266) distingue fermement l'affirmation du principe de légitimité de la peine de mort, et son application qu'il réserve pour « préserver le bien commun… aux cas d'extrême gravité ». Le texte lui-même, dans sa rédaction et dans l'article qui suit (art. 2268), exprime une pensée très déterminée en faveur de la proscription de « l'homicide direct et volontaire pour ceux qui coopèrent volontairement au meurtre » et il en donne des exemples. Il n'est pas équitable d'opposer sur ce point le Catéchisme des adultes des évêques de France (art. 588). ».
Le 2 août 2018 est publié un rescrit par la Congrégation pour la doctrine de la foi modifiant l'article 2267 du Catéchisme de l'Église catholique, rendant la nouvelle formulation sur le recours à la peine de mort comme « inadmissible parce qu'elle est attentive à l'inviolabilité et à la dignité de la personne ». Elle fait suite à la déclaration du pape François en octobre 2017 pour les 25 ans de la publication du nouveau catéchisme par le pape Jean-Paul II.

### Relations avec les Juifs
Le catéchisme indique : « Les Juifs ne sont pas collectivement responsables de la mort de Jésus ».
En tenant compte de la complexité historique du procès de Jésus manifestée dans les récits évangéliques et quel que puisse être le péché personnel des acteurs du procès (Judas, le Sanhédrin, Ponce Pilate) que seul Dieu connaît, on ne peut en attribuer la responsabilité à l'ensemble des Juifs de Jérusalem, malgré les cris d'une foule manipulée et les reproches globaux contenus dans les appels à la conversion après la Pentecôte. Jésus Lui-même en pardonnant sur la Croix et Pierre à sa suite ont fait droit à l'ignorance (Ac 3,17) des Juifs de Jérusalem et même de leurs chefs. Encore moins peut-on, à partir du cri du peuple : « que son sang soit sur nous et sur nos enfants » (Mt 27,25) qui signifie une formule de ratification, étendre la responsabilité aux autres Juifs dans l'espace et dans le temps.
Aussi bien l'Église a-t-elle déclaré au concile Vatican II : « Ce qui a été commis durant la Passion ne peut être imputé ni indistinctement à tous les Juifs vivant alors, ni aux Juifs de notre temps. […] Les Juifs ne doivent pas être présentés comme réprouvés par Dieu, ni maudits comme si cela découlait de la Sainte Écriture ».

### Contraception
Le catéchisme (§ 2370), citant l'encyclique Humanae Vitae de Paul VI, indique qu'est intrinsèquement mauvaise « toute action qui, soit en prévision de l’acte conjugal, soit dans son déroulement, soit dans le développement de ses conséquences naturelles, se proposerait comme but ou comme moyen de rendre impossible la procréation » (HV 14). Le catéchisme condamne ainsi la contraception, contre l'avis d'une majorité de théologiens de la commission créée par Jean XXIII pour étudier cette question. Plusieurs motifs seront détaillés 13 ans plus tard par Jean-Paul II lors de ses catéchèses sur la Théologie du corps.

## Réactions

### FSSPX
Le district de France de la FSSPX reconnait certaines qualités sur la forme et le fond au catéchisme et surtout au Compendium qui le résume. Il met cependant vivement en garde les fidèles de la Fraternité contre un texte jugé imprégné des enseignements du concile Vatican II : « On peut dire que nous tenons, en ce texte, le résumé le mieux fait et le plus autorisé du fameux Concile, c'est-à-dire le plus violent et le plus insidieux poison pour l'âme crédule qui penserait se trouver en présence d'un exposé objectif de la foi catholique. » Ainsi, les membres de la Fraternité et les fidèles catholiques sont fermement invités à éviter ces textes pour n'utiliser que le Catéchisme de saint Pie X ou le Catéchisme du concile de Trente.

## Ventes
En mai 1996, et en France uniquement, le catéchisme était déjà vendu à plus de 700 000 exemplaires (trois fois plus qu'en Italie). En 2001, il y aurait déjà plus de huit millions d'exemplaires vendus de par le monde.